# Дакос Хадзистаматис
Дакос Хадзистаматис (на гръцки: Ντάκος Χατζησταμάτης) е зограф от втората половина на XIХ век, представител на Кулакийската художествена школа.

## Биография
Роден е в голямата солунска паланка Кулакия, тогава в Османската империя, днес Халастра. Братята му Митакос Хадзистаматис и Димитриос Хадзистаматис също са зографи. Работи в „Свети Димитър“ в Колиндрос заедно с брат си Димитриос. Тяхна е иконата на Свети Георги (1862). Отново заедно с брат си Димитриос е автор на серия икони на фриза и на разпятието от иконостаса на църквата „Свети Георги“ в Милово (Мегали Гефира). Икони на Дакос Хадзистаматис има и в „Св. св. Константин и Елена“ в Дъбово (Валтотопи) и в „Рождество Богородично“ в Рамна (Омало).